# Lonesome Luke Leans to the Literary
Lonesome Luke Leans to the Literary er en amerikansk stumfilm fra 1916.

## Medvirkende
- Harold Lloyd som Luke
- Snub Pollard
- Gene Marsh
- Bebe Daniels